# Барантон-сюр-Сер
Барантон-сюр-Се́р (фр. Barenton-sur-Serre) — коммуна во Франции, находится в регионе Пикардия. Департамент коммуны — Эна. Входит в состав кантона Марль. Округ коммуны — Лан.
Код INSEE коммуны — 02048.

## Население
Население коммуны на 2010 год составляло 115 человек. В 2015 году муниципалитет имел 126 жителей, увеличившись на 9,57% по сравнению с 2010 годом. 
| 1962 | 1968 | 1975 | 1982 | 1990 | 1999 | 2010 | 2011 | 2012 | 2013 | 2014 | 2015 |
| ---- | ---- | ---- | ---- | ---- | ---- | ---- | ---- | ---- | ---- | ---- | ---- |
| 111  | 109  | 97   | 112  | 106  | 109  | 115  | 118  | 118  | 117  | 121  | 126  |

## Экономика
В 2010 году среди 80 человек трудоспособного возраста (15—64 лет) 59 были экономически активными, 21 — неактивными (показатель активности — 73,8 %, в 1999 году было 80,6 %). Из 59 активных жителей работали 57 человек (31 мужчина и 26 женщин), безработных было 2 (1 мужчина и 1 женщина). Среди 21 неактивных 6 человек были учениками или студентами, 11 — пенсионерами, 4 были неактивными по другим причинам.